# Fendi

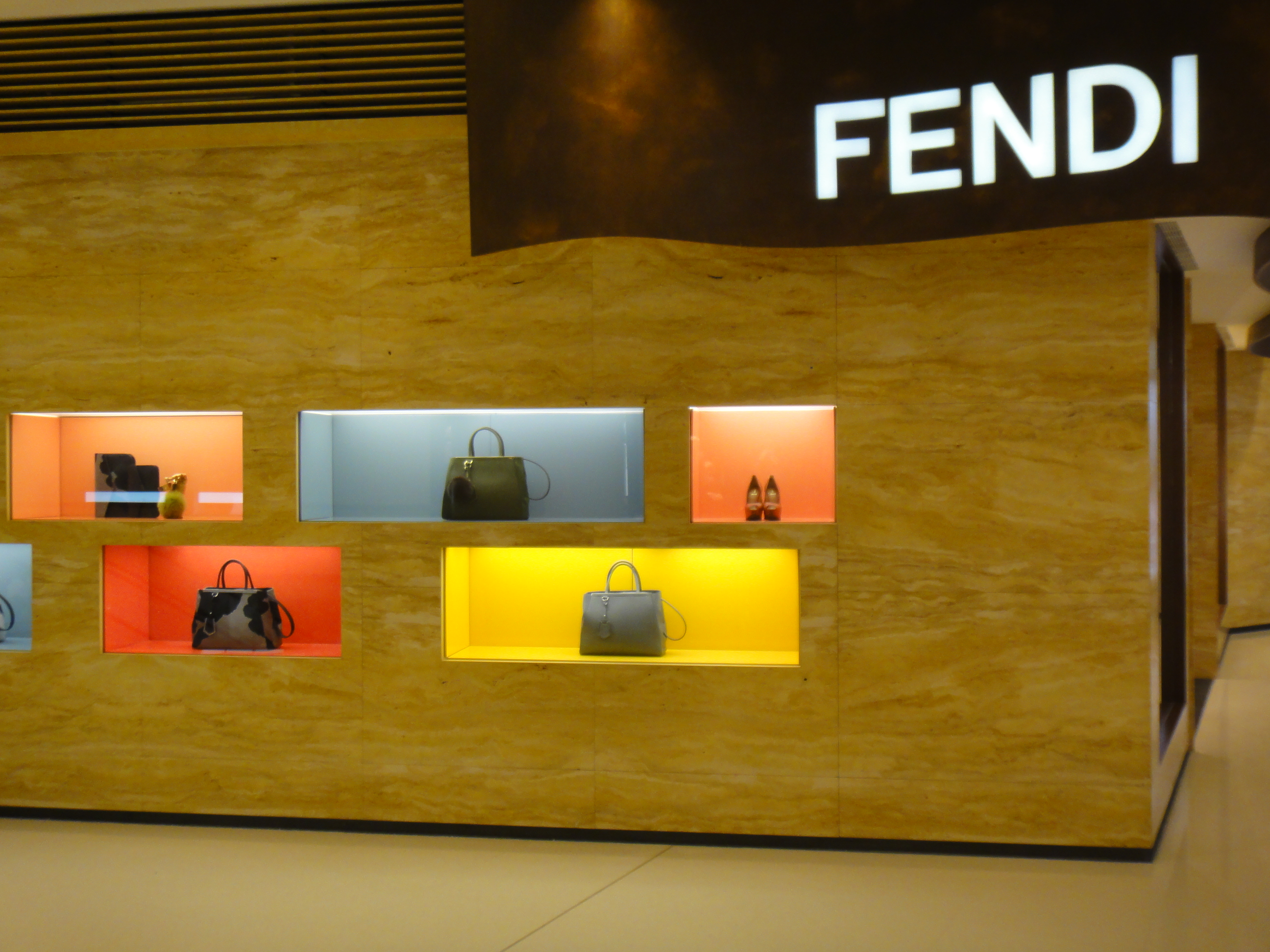
Túi Fendi trong một gian hàng tại Cửu Long, Hồng Kông

Fendi (phát âm tiếng Ý: [ˈfɛndi]) là nhãn hiệu thời trang cao cấp, chuyên đồ may mặc, da thuộc, giày dép, nước hoa và các phụ kiện của Ý. Hãng được hai nhà thiết kết Edoardo Fendi và Adele CasagrandeThành lập năm 1925 tại Roma, ban đầu nổi tiếng với thời trang đồ lông và đồ da. Từ 2001, Fendi thuộc sở hữu của tập đoàn Pháp LVMH. Trụ sở đặt tại khu Palazzo della Civiltà Italiana, Roma.

## Lịch sử
Thương hiệu Fendi được Adele và Edoardo Fendi thành lập vào năm 1925, từ một cửa hàng thời trang đồ lông tại khu Via del Plebiscito, thành phố Roma.
Tới năm 1946, thế hệ thứ hai nhà Fendi lên nắm quyền điều hành công ty, với năm chị em Paola, Anna, Franca, Carla và Alda Fendi. Cổ phần mỗi người là 20%. Năm 1965, Karl Lagerfeld gia nhập Fendi và sau này trở thành giám đốc sáng tạo mảng kinh doanh đồ lông và may mặc nữ (tạo lập năm 1977).
Năm 1994, Paola trao cổ phần cho em gái Carla. Silvia Venturini Fendi, con gái của Anna, cũng tham gia công ty vào cùng năm, đảm nhận vai trò giám đốc sáng tạo mảng thời trang và phụ kiện nam. Tính tới năm 1999, Fendi vẫn là một công ty gia đình, trong đó tập trung 32% nguồn lực vào đồ lông, 40% vào phụ kiện và 28% vào các mảng khác.